# Kabupaten de Sumba central
Le kabupaten de Sumba central, en indonésien Kabupaten Sumba Tengah, est un kabupaten de la province des petites îles de la Sonde orientales en Indonésie.

## Géographie
Il est composé d'une partie de l'île de Sumba.

## Divisions administratives
Il est divisé en cinq kecamatans :
- Katikutana
- Katikutana Selatan
- Umbu Ratu Nggay Barat
- Umbu Ratu Nggay
- Mamboro